# Кулаковский сельский совет
Кулаковский сельский совет (укр. Кулаківська сільська рада) — входит в состав
Залещицкого района
Тернопольской области
Украины.
Административный центр сельского совета находится в 
с. Кулаковцы.

## История
- 1610 — дата образования.

## Населённые пункты совета
- с. Кулаковцы